# Hydroxipropyldistärkelsefosfat
Hydroxipropyldistärkelsefosfat, förtjockningsmedel med E-numret 1442. Ämnen med E-kod har godkänts som trygg tillsats av livsmedelssäkerhetsmyndigheter.